# Ingham, Norfolk
Ingham är en by och civil parish i Storbritannien.   Den ligger i grevskapet Norfolk och riksdelen England, i den sydöstra delen av landet, 180 km nordost om huvudstaden London. Antalet invånare är 376. Arean är 6,1 kvadratkilometer.
Terrängen i Ingham är mycket platt.